# (6431) 1967 UT
(6431) 1967 UT là một tiểu hành tinh vành đai chính. Nó được phát hiện bởi Luboš Kohoutek ở Đài thiên văn Hamburg-Bergedorf ở Bergedorf, Germany, ngày 30 tháng 10 năm 1967.